# National Cycle Network

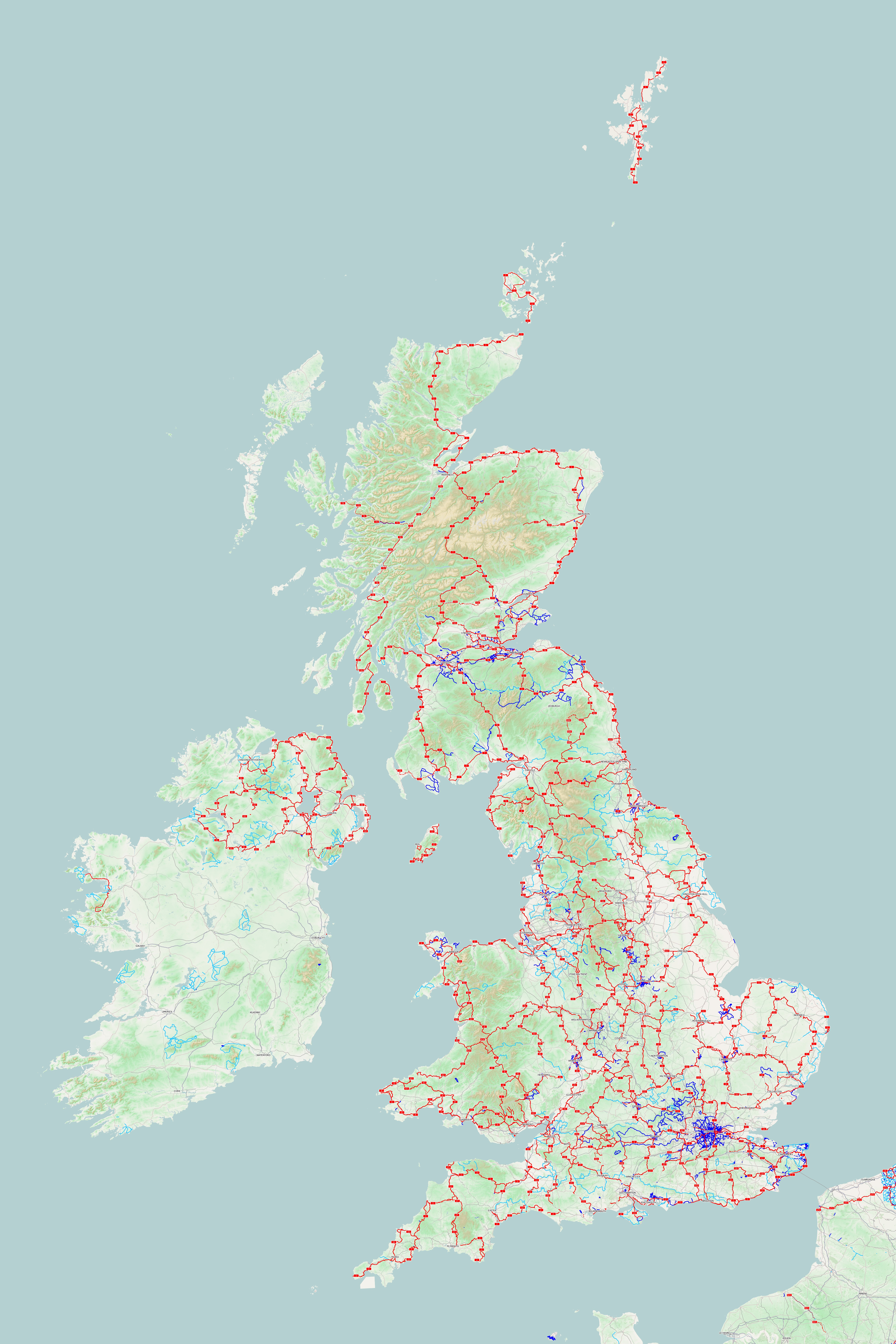
Les routes du NCN sur une carte d'OpenStreetMap.

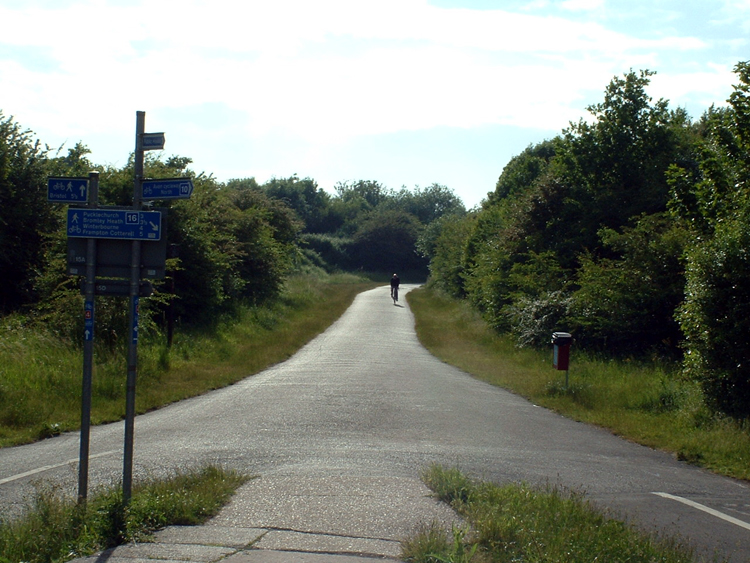
La première section du NCN était le Bristol & Bath Railway Path, ouvert en 1984

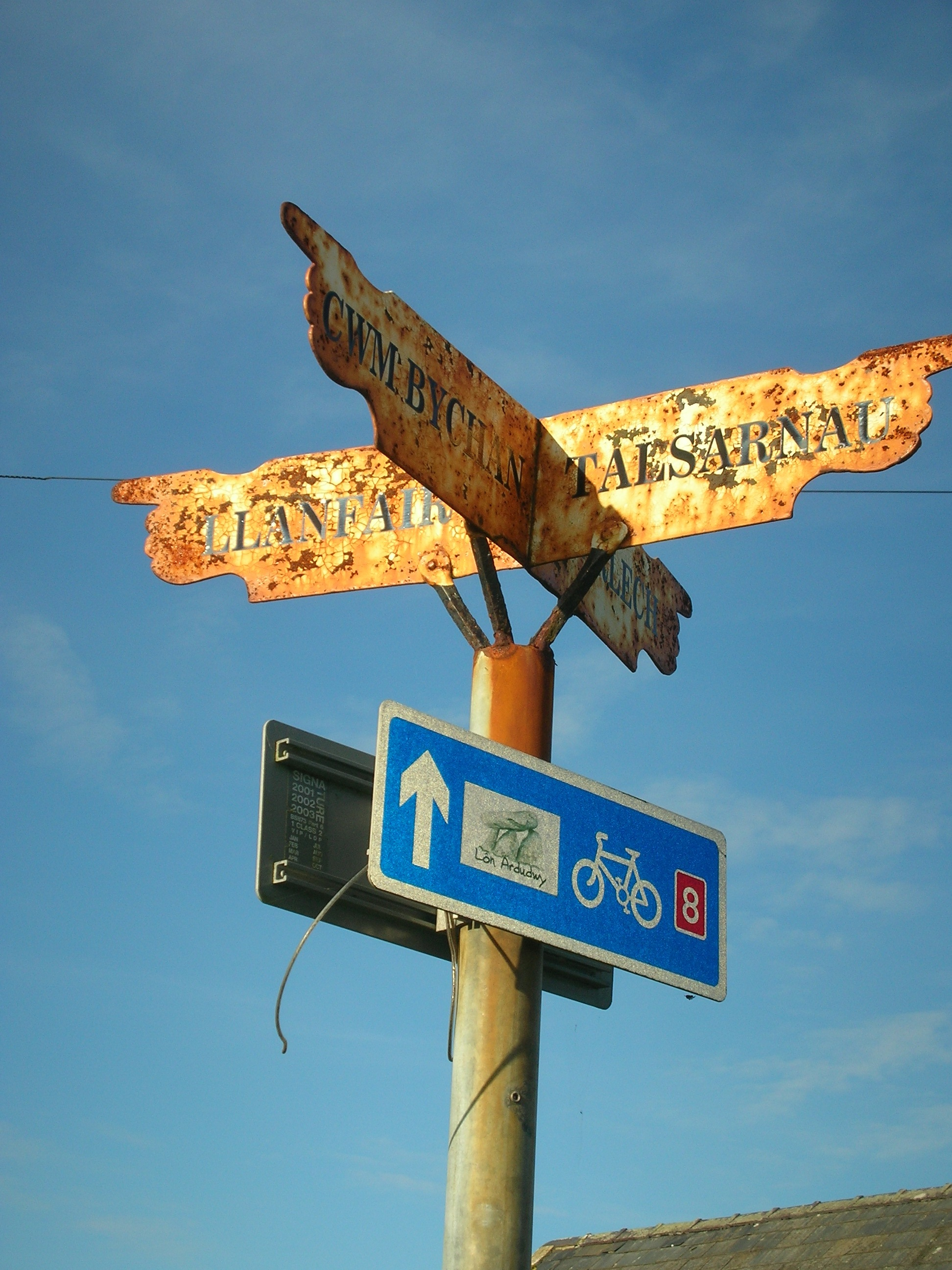
Panneau sur la route n° 8 près de Harlech, en Galles du Nord.

Le National Cycle Network (NCN) est le réseau national des grandes voies cyclables du Royaume-Uni. Il a été mis en place par l'organisation caritative Sustrans (en), aidée par une subvention de la National Lottery d'une valeur de 42,5 millions de livres sterling, dans le but de promouvoir l'utilisation du vélo ainsi que le cyclotourisme dans le pays. En 2005, 230 millions de trajets à vélo ont été effectués sur les routes du National Cycle Network.
Seule une petite partie des voies du NCN se trouve sur des pistes cyclables. Bien que beaucoup de voies cyclables sont placées de sorte à minimiser le contact avec la circulation routière, 70 % d'entre elles se situent  sur des routes. Le NCN couvre des routes piétonnes, des voies ferrées désaffectées, des petites routes, des chemins de halage près des canaux et des rues urbaines calmes.

## Histoire
La première section du National Cycle Network, le Bristol and Bath Railway Path (en) (qui fait désormais partie de la National Cycle Route 4), une piste cyclable d'un peu moins de 25 km longeant un ancien chemin de fer, est ouverte en 1984.
Le but initial était de créer 8 000 km de voies cyclables d'ici 2005, dont 50 % en dehors des routes, toutes devant être praticables en toute sécurité par un enfant d'au moins douze ans sans surveillance. Au milieu de l'an 2000, 8 000 km de routes sont balisées, et un nouvel objectif de 16 000 km de routes balisées d'ici 2005 est mis en place. Cet objectif est atteint en août 2005.
En août 2014, le National Cycle Network comporte 23 700 km routes balisées et conformes aux normes du réseau.

## Routes

### Liste des routes nationales
Le réseau comporte dix routes nationales, numérotées de 1 à 10 :
- Route 1 : Douvres – Shetland, le long de la côte est, via Londres, Édimbourg, John o' Groats et Orkney
- Route 2 : Douvres – St Austell, le long de la côte sud
- Route 3 : Bristol – Land's End, passant par West Country Way via le lac de Chew Valley, et le Cornish Way
- Route 4 :  Londres – St David's, dans les Galles de l'Ouest, via Reading, Bath, Bristol, Newport, Caerphilly, Pontypridd, Swansea et Llanelli.
- Route 5 : Reading – Holyhead, via Birmingham, dans les Midlands et sur la côte des Galles du Nord
- Route 6 : Windsor – Lake District, via Luton, Milton Keynes, Northampton, Derby et Nottingham, en croisant la Pennine Cycleway
- Route 7 :  Carlisle – Inverness via Glasgow, passant par la piste cyclable de Clyde et Loch Lomond (en)
- Route 8 :  Cardiff – Holyhead, au cœur du pays de Galles. Cette route est également connue sous le nom gallois de Lôn Las Cymru
- Route 9 :  Belfast – Newry (proposition d'extension jusqu'à Dublin)
- Route 10 : Tynemouth — Cockermouth. Route de retour pour la C2C/Sea to Sea Cycle Route (en). Quasiment parallèle à la C2C et à la  Hadrian's Cycleway, c'est une branche de la route nationale n° 1.

### Numérotage
Les routes du NCN dont le premier chiffre du numéro est compris entre 1 et 6 se trouvent généralement en Angleterre, les routes dont le numéro commence par un 7 se situent dans le nord de l'Angleterre et en Écosse, celles dont le numéro commence par 8 sont au pays de Galles, et celles commençant par 9 sont en Irlande du Nord. Le numéro des routes principales ne comportent qu'un chiffre (les routes n° 1 à 6 se trouvent dans le sud de l'Angleterre et sont disposées dans le sens des aiguilles d'une montre). Le numéro des autres routes comporte deux chiffres, commençant par le numéro de la route principale à laquelle elles sont rattachées.
Le réseau comporte également des routes régionales, qui desservent des petites villes réparties au sein de dix régions désignées, chaque région étant divisée en neuf zones (areas) au maximum. Le numéro des routes régionales comporte un chiffre de 1 à 9 suivi d'un autre chiffre. Cependant, le council area des Scottish Borders, dans le sud de l'Écosse, fait exception à cette règle ; en effet, ses routes régionales sont numérotées uniquement de 1 à 9. Par exemple, cela signifie qu'il peut y avoir au total 10 routes régionales n° 12 dans le Royaume-Uni, ainsi qu'une route nationale n° 12. Afin de réduire le risque de confusion, les areas de même numéro ne se jouxtent pas, et les routes ayant le même numéro ne se croisent jamais.
En 2009, les routes régionales sont renumérotées selon un système à 3 chiffres.
Les routes sont parfois numérotées dans le but d'être repérées par rapport aux principaux axes routiers qui desservent les mêmes destinations. Par exemple, la NCN Route 62, qui relie les deux versant des Pennines, longe l'autoroute M62.

### Balisage

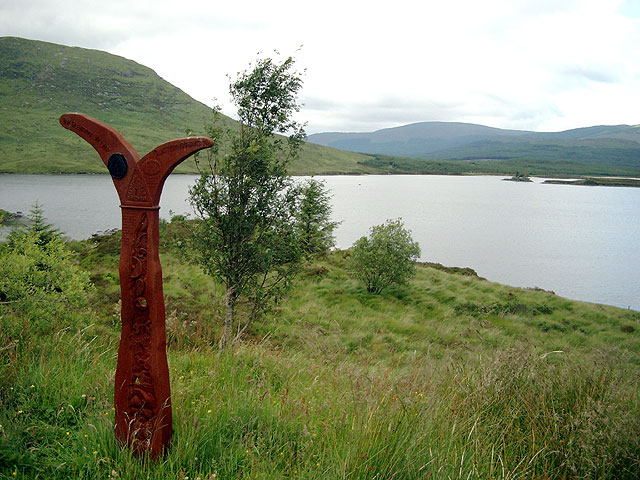
A NCN "Millennium Milepost"

Les routes du réseau sont balisées grâce à des panneaux comportant un symbole de vélo sur un fond bleu, le numéro de la route figurant en blanc dans un encadré rouge (routes nationales) ou bleu (routes régionales). En revanche, aucune destination et aucune distance ne figurent sur les panneaux du NCN. Le système de balisage est basé sur celui utilisé par le réseau des voies cyclables du Danemark (en).

### Bornes kilométriques
Une centaine de Millennium Mileposts faits en fonte est fabriquée par la Banque royale d'Écosse afin de marquer la création du National Cycle Network. Ces balises spéciales sont disposées le long des routes du réseau.
Ces bornes kilométriques sont de différents types : le Fossil Tree (conçu par John Mills), The Cockerel, conçu par Iain McColl, le Rowe Type, conçu par Andrew Rowe, et le Tracks, conçu par David Dudgeon. Les quatre artistes proviennent de chaque nation du Royaume-Uni, et les balises sont visibles dans les quatre nations,.